# Rabaulichthys
Rabaulichthys – rodzaj ryb okoniokształtnych z rodziny strzępielowatych.

## Klasyfikacja
Gatunki zaliczane do tego rodzaju:
- Rabaulichthys altipinnis
- Rabaulichthys squirei
- Rabaulichthys stigmaticus
- Rabaulichthys suzukii